# Gymnosoma microcera
Gymnosoma microcera là một loài ruồi trong họ Tachinidae.